# 梅原誠
梅原 誠（うめはら まこと、1939年1月27日 - ）は、日本の経営者。シチズン時計社長を務めた。

## 経歴
岩手県出身。1962年に東北大学工学部精密学科を卒業し、同年にシチズン時計に入社。1993年6月に取締役に就任し、1998年6月に常務を経て、2002年6月に社長に就任。2007年4月にシチズンホールディングス社長に就任し、2008年4月には取締役相談役に就任。
2006年4月に藍綬褒章を受章。